# Antolín Esperón
Antolín Esperón (1821-1895) fue un profesor, escritor y periodista español.

## Biografía
Catedrático del Instituto de Pontevedra, en la segunda mitad del siglo XIX figuró en muchas de las manifestaciones literarias de dicha ciudad. Fue redactor de Las Musas de Lerez, el primer periódico publicado en Pontevedra, además de en los titulados La Distracción (1852), La Reforma (1870-1871) y El Diario de Pontevedra. Fue alcalde de Gijón entre 1851 y 1852.